# Liste der Monuments historiques in Saint-Loup-sur-Aujon
Die Liste der Monuments historiques in Saint-Loup-sur-Aujon führt die Monuments historiques in der französischen Gemeinde Saint-Loup-sur-Aujon auf.

## Liste der Objekte
| Bezeichnung                          | Beschreibung                                                         | Standort                                             | Kennzeichnung | Schutzstatus | Datum | Bild |
| ------------------------------------ | -------------------------------------------------------------------- | ---------------------------------------------------- | ------------- | ------------ | ----- | ---- |
| Skulptur Mater dolorosa              | Kalkstein, 16. Jahrhundert                                           | in der Klosterkirche (Lage)                          | PM52001110    | Classé       | 1973  |      |
| Skulptur eines heiligen Bischofs (1) | Pappmaché, bemalt und vergoldet, 19. Jahrhundert                     | Courcelles-sur-Aujon, in der Kapelle Ste-Anne (Lage) | PM52001755    | Inscrit      | 1978  |      |
| Gemälde Stiftung des Rosenkranzes    | Ölfarbe auf Leinwand, Holzrahmen, zweite Hälfte des 17. Jahrhunderts | Courcelles-sur-Aujon, in der Kapelle Ste-Anne (Lage) | PM52001757    | Inscrit      | 1978  |      |
| Skulptur Johannes Evangelist         | Kalkstein, 16. Jahrhundert                                           | in der Klosterkirche (Lage)                          | PM52001109    | Classé       | 1973  |      |
| Skulptur Johannes der Täufer         | Holz, farbig gefasst, 18. Jahrhundert                                | Courcelles-sur-Aujon, in der Kapelle Ste-Anne (Lage) | PM52001756    | Inscrit      | 1978  |      |
| Skulptur eines heiligen Bischofs (2) | Holz, farbig gefasst, 18. Jahrhundert                                | in der Kirche St-Loup (Lage)                         | PM52001840    | Inscrit      | 1978  |      |
| Skulptur Madonna mit Kind            | Holz, farbig gefasst, 18. Jahrhundert                                | in der Kirche St-Loup (Lage)                         | PM52001841    | Inscrit      | 1978  |      |